# Gaudium laevigatum
A Gaudium laevigatum é uma espécie de arbusto ou pequena árvore endêmica do sudeste da Austrália, mas amplamente introduzida em outros locais, onde frequentemente é considerada uma planta invasora. Possui casca fina e áspera nos caules mais velhos, folhas estreitas em forma de ovo, flores brancas relativamente grandes e frutos achatados que caem logo após atingirem a maturidade.

## Descrição
A Gaudium laevigatum é um arbusto denso ou árvore que geralmente atinge de 1,5 a 6 m de altura, com casca fina e rugosa nos caules mais antigos. Os ramos jovens são inicialmente cobertos por pelos sedosos e apresentam uma ranhura perto da base do pecíolo. As folhas, de cor verde-acinzentada, têm formato de ovo estreito, com a extremidade mais fina voltada para a base, medindo de 15 a 30 mm de comprimento e de 5 a 10 mm de largura, sustentadas por um pecíolo curto. As flores surgem em brotos laterais curtos, geralmente aos pares de idades diferentes, com diâmetro de 15 a 20 mm. Há várias brácteas marrom-avermelhadas ao redor dos gomos florais, mas a maioria cai quando a flor se abre. O hipanto é quase sem pelos, com 3 a 4 mm de comprimento e a parte superior dilatada. As sépalas são triangulares, com cerca de 2 mm de comprimento; as pétalas, brancas, medem de 5 a 8 mm; e os estames têm de 1,5 a 2,5 mm. A floração ocorre principalmente entre agosto e outubro, e o fruto é uma cápsula de 7 a 8 mm de largura, com restos das sépalas inicialmente aderidos. Os frutos caem da planta pouco após amadurecerem.

## Taxonomia e nomenclatura
Essa espécie foi descrita formalmente em 1788 por Joseph Gärtner, que a nomeou Fabricia laevigata em seu livro De Fructibus et Seminibus Plantarum. Em 2023, Peter Gordon Wilson transferiu a espécie para o gênero Gaudium [en], denominando-a Gaudium laevigatum, em um artigo publicado no periódico Taxon [en]. O epíteto específico (laevigatum) vem de uma palavra do latim que significa "tornado liso" ou "com superfície polida".

## Distribuição e habitat
A Gaudium laevigatum é nativa de Nova Gales do Sul, Victoria e Tasmânia, onde cresce em charnecas, às vezes em florestas, e em dunas e falésias costeiras, do sul de Nambucca Heads [en] em Nova Gales do Sul até Anglesea [en] em Victoria, e no norte da Tasmânia. Foi introduzida em Queensland, Austrália Meridional, Austrália Ocidental e em países como África do Sul e Nova Zelândia, além de outros territórios como o Havaí e a Costa Central da Califórnia.

## Ecologia
A Gaudium laevigatum é resistente ao sal e comumente usada em plantios ornamentais e costeiros. Na Austrália Ocidental, onde foi plantada, tornou-se uma planta invasora.
Foi plantada ao longo da Costa Central da Califórnia, nos Estados Unidos, e nas Cape Flats [en] em Cidade do Cabo, África do Sul, para estabilizar areia. Nos Estados Unidos, é conhecida como "Australian tea tree", e na África do Sul como "Australian myrtle". As sementes podem ser dispersas pelo vento e pela água.
Naturalizou-se na Nova Zelândia, sul da África, Califórnia e Havaí.
As larvas da espécie Holocola thalassinana [en] se alimentam de Leptospermum laevigatum.

## Uso na horticultura
A Gaudium laevigatum é amplamente cultivada (como Leptospermum laevigatum) como planta ornamental de jardim ou árvore decorativa. É útil como corta-vento ou planta de cerca viva, além de ser eficaz na estabilização rápida de solos arenosos e em áreas de reabilitação após construção ou mineração. Recentemente, começou a ser cultivada para produção de óleo essencial, apresentando propriedades antimicrobianas benéficas.

## Estado de conservação
A Gaudium laevigatum não está listada na lista consultiva de plantas raras ou ameaçadas em Victoria (2014).

## Galeria

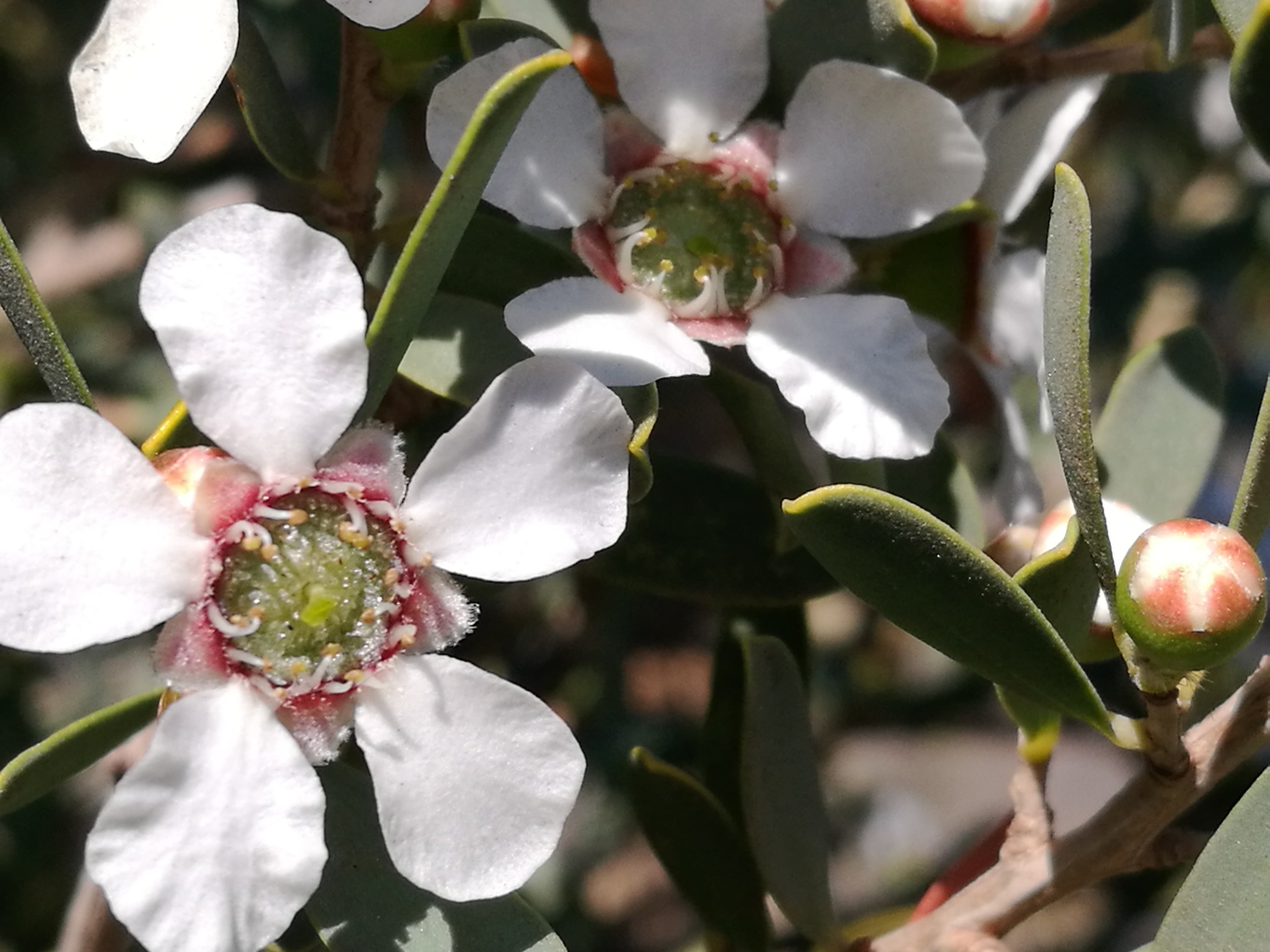
Flor
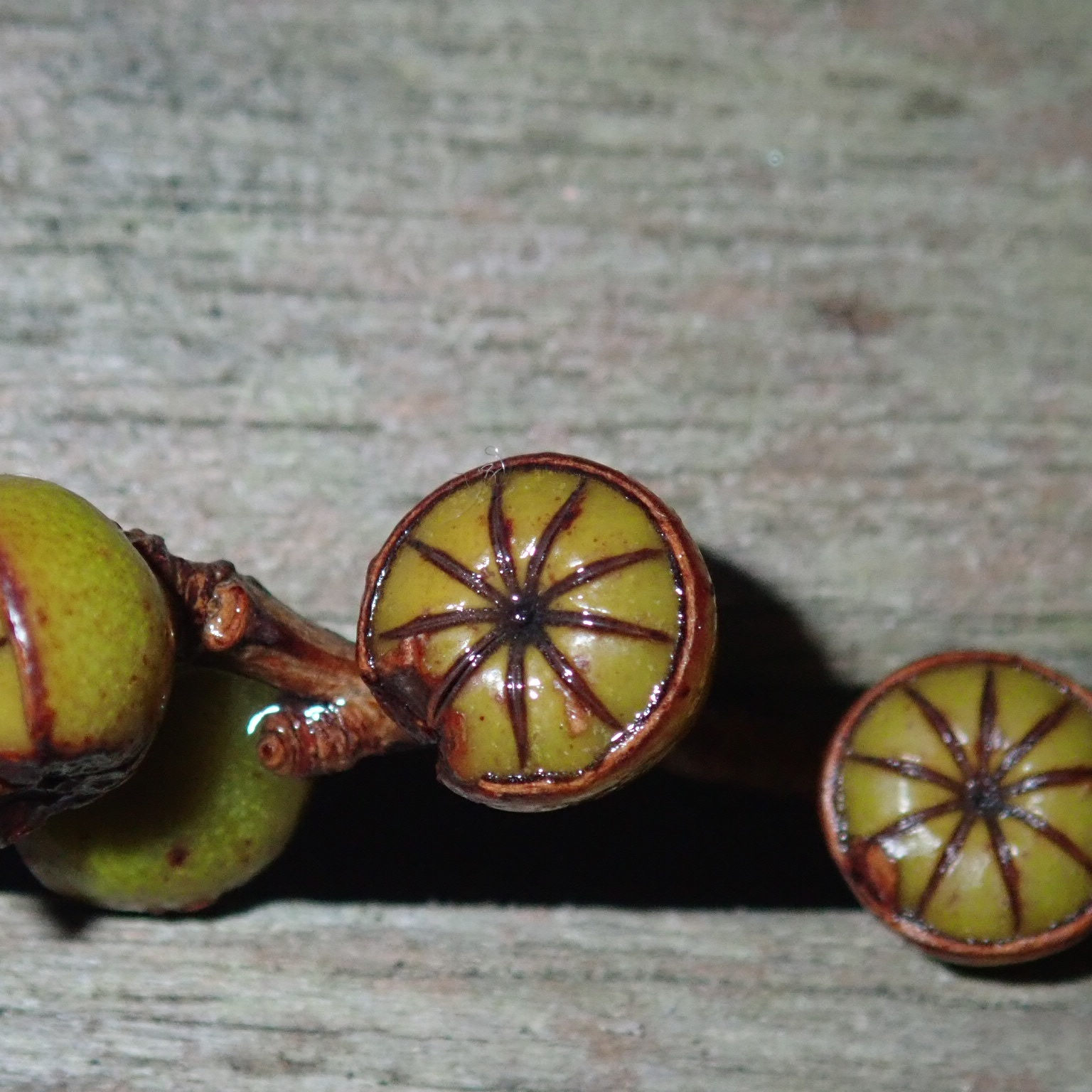
Frutos frescos
Cápsula de semente madura